# تشيكاكو ناكاياما
تشيكاكو ناكاياما (باليابانية: 中山智香子؛ بالكانا: なかやま ちかこ) هي لاعبة كرة الريشة يابانية، ولدت في 30 أغسطس 1975 في هوكايدو في اليابان.

## وصلات خارجية
- تشيكاكو ناكاياما على موقع BWF.tournamentsoftware.com (الإنجليزية)
- تشيكاكو ناكاياما على موقع BWFbadminton.com (الإنجليزية)
- تشيكاكو ناكاياما على موقع اللجنة الأولمبية الدولية (الإنجليزية)
- تشيكاكو ناكاياما على موقع أوليمبيديا (الإنجليزية)